# جورج ویلیام کیسی جونیور
جورج ویلیام کیسی جونیور (انگلیسی: George W. Casey Jr.؛ زادهٔ ۲۲ ژوئیهٔ ۱۹۴۸) ژنرال بازنشسه نیروی زمینی ایالات متحده آمریکا است، که در فاصله سال‌های ۲۰۰۷ تا ۲۰۱۱ به‌عنوان سی و ششمین رئیس ستاد نیروی زمینی ایالات متحده آمریکا فعالیت می‌کرد.
کیسی فعالیت نظامی را از سال ۱۹۷۰ در نیروی زمینی آمریکا آغاز کرد، از ۱۹۹۹ تا ۲۰۰۱ فرماندهی لشکر ۱ زرهی را برعهده داشت، از ۲۰۰۱ تا ۲۰۰۲ مدیر طرح‌ها و سیاست‌های استراتژیک ستاد مشترک نیروهای مسلح بود و از ۲۰۰۲ تا ۲۰۰۳ به‌عنوان مدیر ستاد مشترک نیروهای مسلح آمریکا فعالیت می‌کرد. 
وی از ۲۰۰۳ تا ۲۰۰۴ جانشین رئیس ستاد نیروی زمینی آمریکا بود و از ۲۰۰۴ تا ۲۰۰۷ فرماندهی نیروی چندملیتی عراق را برعهده داشت. او در سال ۲۰۱۱ پس از ۳۱ سال خدمت، از نیروهای مسلح آمریکا بازنشسته شد. پدر وی؛ جورج ویلیام کیسی نیز سرلشکر نیروی زمینی آمریکا بود که در خلال جنگ ویتنام کشته شد.